# Костел Святого Андрія (Краків)
Костел свято́го Андрі́я (пол. Kościół św. Andrzeja) — римсько-католицький храм у центрі міста Кракова у Старому Місті. Розташований на вулиці Гродській, поруч із костелом святих Петра і Павла.

## Історія
Костел звели в 1079–1098 роках на кошти пфальц-графа Сецеха. Був головним храмом поселення Окол — окремого містечка, яке існувало у Середньовіччі і розділяло власне Краків — вулиці, які примикають до Площі Ринок — та Вавель. Спочатку був у пребенді бенедиктинців з абатства в Сецехові, а потім — абатства в Тиньці. Є ймовірність, що спочатку костел був присвячений Святому Егідію. Згідно з Яном Длугошом тут знаходили притулок жителі поселення Окол під час татаро-монгольської навали у 1241 році. У 1243 Конрад I Мазовецький під час боротьби за краківський престол обгородив костел ровом і насипом. Черговий татарський похід 1260 ймовірно заподіяв часткові збитки храму.
У 1320 абат бенедиктинців Клеменс в обмін на костел Святого Егідія відрікся від заступництва над храмом, який передали кларисинкам, що проживали до того часу в Гродзиську під Скалою. Тоді на кошти Владислава I Локетека побудували монастирські споруди.
Храм кілька разів зазнавав пожеж, проте це не призвело до значних змін зовнішнього вигляду (не враховуючи добавки барокових шоломів башти і порталу з північного боку), але у XVIII столітті були здійснені суттєві зміни інтер'єру в стилі бароко (імовірно роботи тут вели Бальтазар Фонтана — обломи і поліхромія, і можливо Франческо Плаціді — вівтар).

## Архітектура
Храм зберіг донині первісну романську форму. Він має оборонний характер. Церква — двохвежова базиліка саксонського типу, що складається з короткого (одноаркового) трьонефного корпусу, трансепта і пресвітерія закритого апсидою. Пресвітерій відділений він нефа лекторієм. Кам'яні стіни складаються значною мірою зі змінних шарів вапняку і пісковику. Над нефами покояться емпорії, які переходячи через інтер'єр вежею кінчаються в бічних частинах трансепта. Серединний неф відділений від бічних аркадними стовпами (належать швидше за все до періоду бароко), пов'язану з лопатками біля бічних стін, в арці і при стінах обох веж. Західний фасад увінчується двома, у основи чотирикутними, вище восьмикутними, вежами з біфорії. Разом зі трифорієм на вершині центральної частини фасаду ці вікна контрастують з важкою масою у нижній частині, де можна знайти тільки стрілецькі отвори (і слід первісного порталу). Зовнішні стіни пресвітерія і апсиди обплетені лопатками і увінчані аркадним фризом. З романським силуетом споруди контрастує готичний ораторій і барокові шоломи веж. Інтер'єр храму має багате барокове оздоблення, хоч знайдені теж фрагменти середньовічних прикрас. У північній вежі, на висоті 1 поверху знаходиться вирізаний в камені підпис муляра 12 століття.
Поліхромія в куполі представляє Страшний суд, а в пресвітерії — славу святої Клари, Соломії і королеви Кінги і коронацію Божої Матері в апсиді. У головному вівтарі знаходиться зображення святого Андрія, а в престолі бароковий табернакль XVIII століття. Крім того в пресвітерію розташований старовинний восьмиголосовой орган.
З північної сторони до пресвітерію примикає готична каплиця XIV ст., яка використовується як ризниця. Її будівництво призвело до знищення невеликої апсиди біля північної гілки трансепта. Імовірно каплиця була зведена як некрополь могутнього роду Тенчинських.

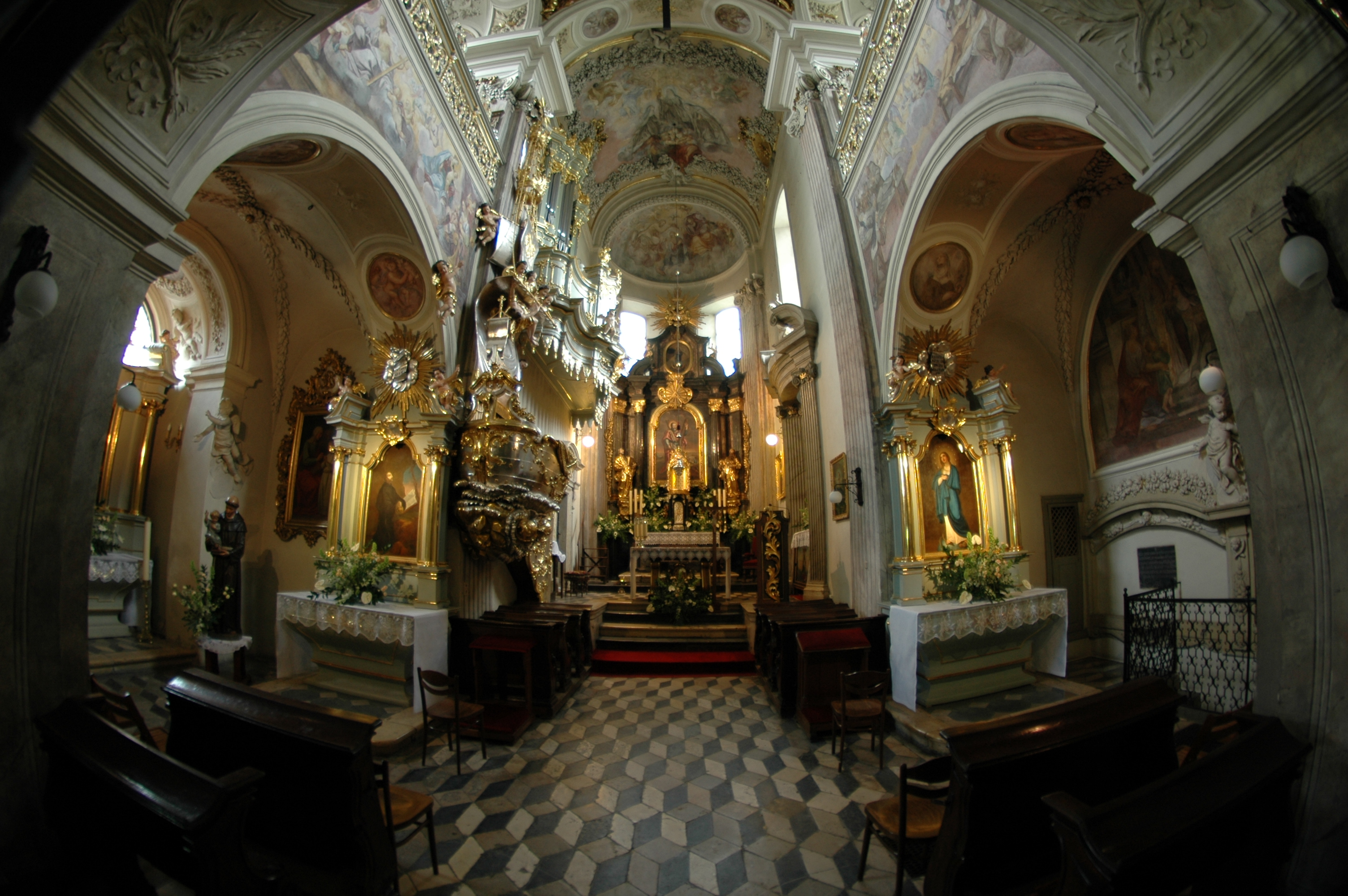
Інтер'єр церкви
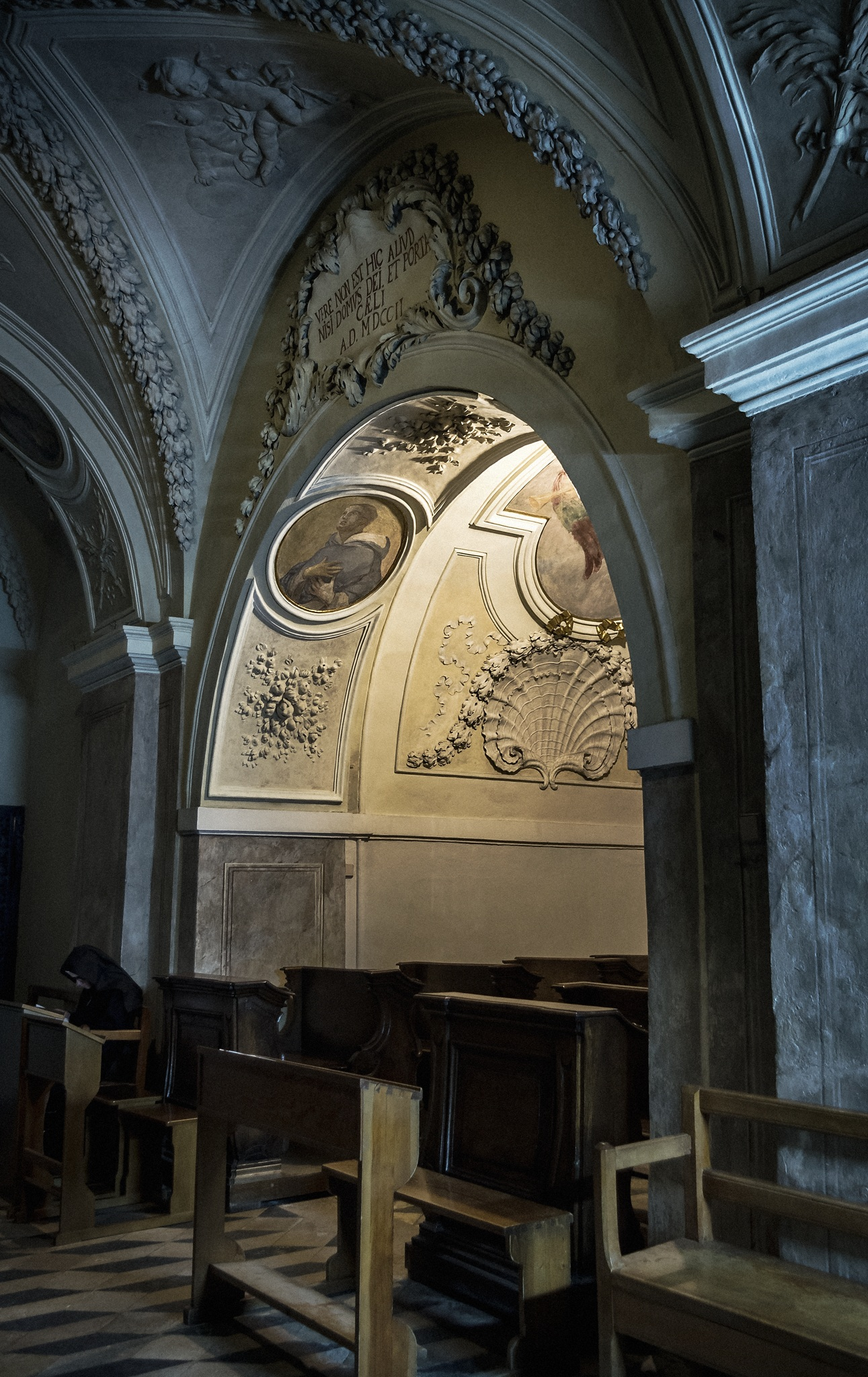
Інтер'єр церкви
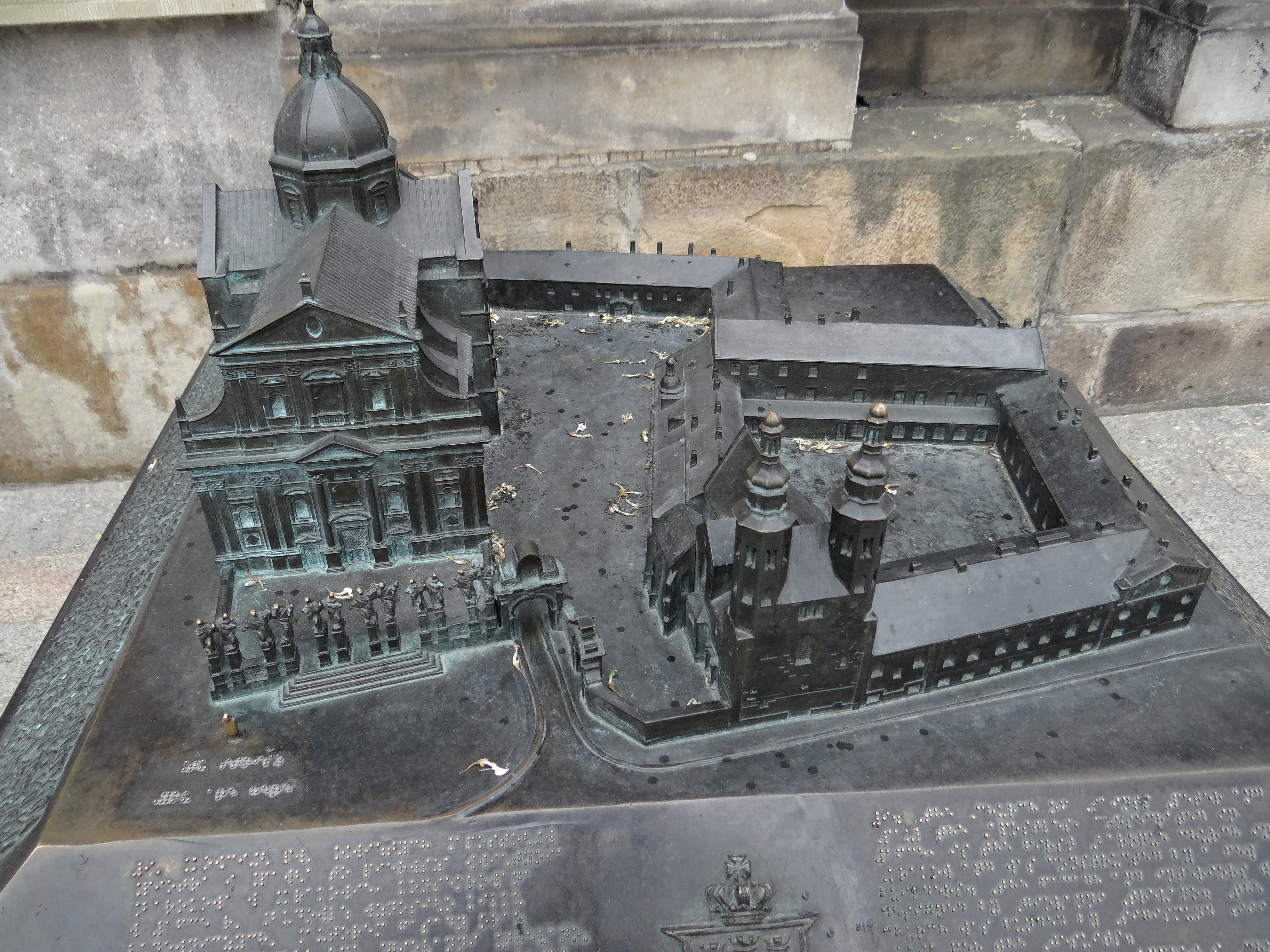
Макет комплексів церков святого Андрія та Петра і Павла
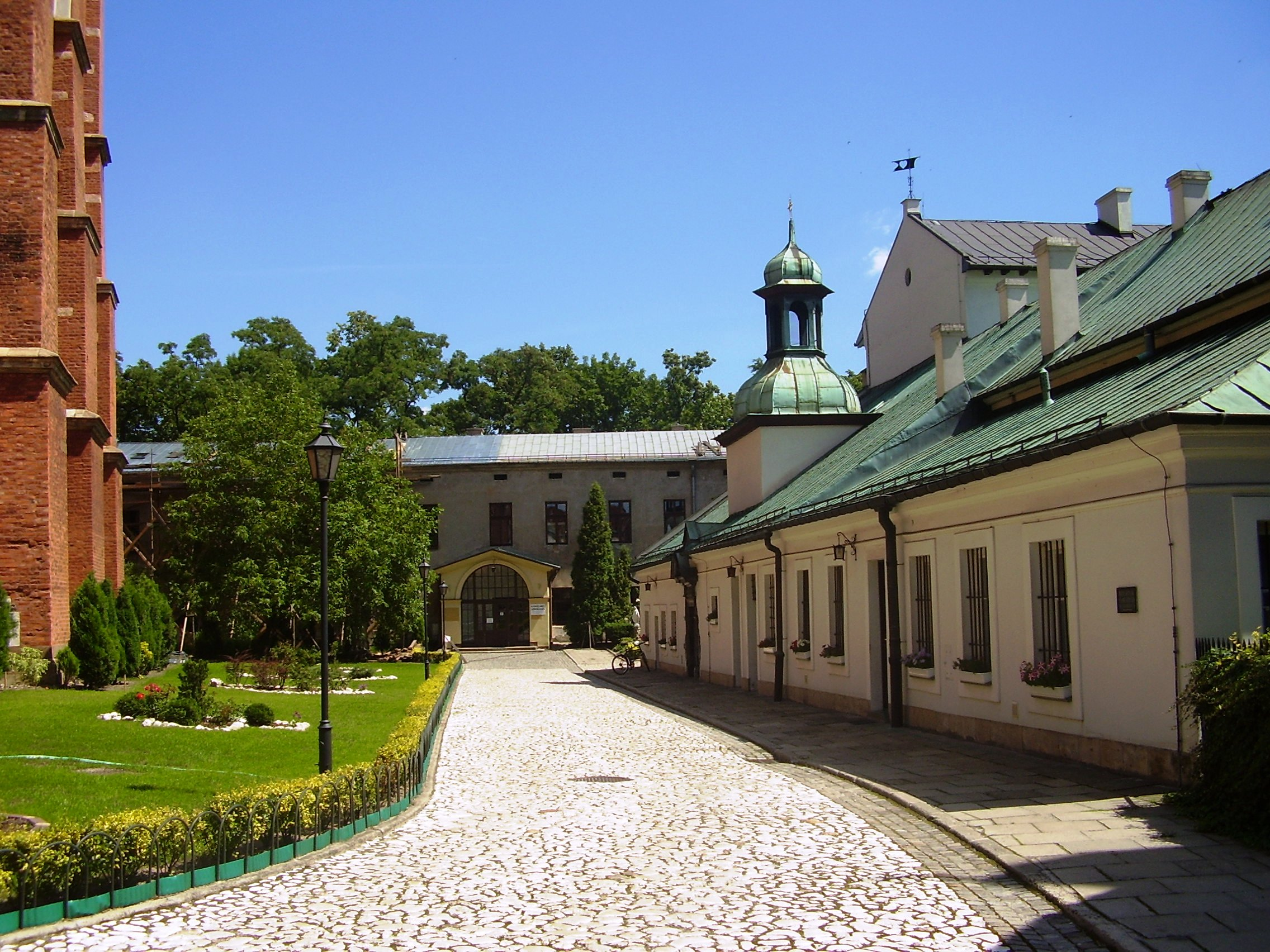
На території монастиря

## Монастир
До храму примикає монастир, який в плані є неправильним чотирикутником з вірідарієм усередині. В кінці XVI століття і на рубежі XVI і XVII століть монастир перебудовувався. У 1843 році створено неороманський фасад від вулиці Гродської. У монастирській скарбниці зберігаються цінні пам'ятки старовини, серед яких — релікварії XVIII століття, унікальна, мозаїчна ікона Божої Матерії у візантійському стилі рубежу XVI і XVII століть і фігурки для різдвяної п'єси, які стосуються початку XIV століття, які імовірно були подаровані Єлизаветою, сестрою Казимира Великого. У монастирській бібліотеці знаходяться пізньороманські градуал і ілюміновані книги ранньої готики.